# GOOD MORNING No.1
GOOD MORNING No.1（グッドモーニングナンバーワン）は、NACK5が開局した翌日の1988年11月1日から1990年9月末まで放送されていた早朝のラジオ番組。
NACK5で最初の早朝番組である。

## 概要
月曜日から日曜日の毎日放送され、放送時間は5:00～7:00。当初は日替りパーソナリティで放送され、ロックなどの音楽を流していた他、コーナーを設けてトーク、リスナーからの投稿を紹介するなどバラエティ番組の要素も持ち合わせていた。
1989年10月改編で全曜日パーソナリティを無くし、2時間音楽のみを流すノンストップミュージック番組にリニューアル。それまでのパーソナリティのうち、西田ひかるは夜ワイド番組『それ行け!HOMO LUDENS』内の番組『西田ひかる ハート・ポップ・絵モーション』（月～金24:30～24:40、1990年3月まで）、川村かおりと長島伸江は『あしたは日曜』（土曜日20:00～21:00、1990年9月まで）のそれぞれの番組のパーソナリティを引き続きNACK5で務めていた。

## パーソナリティ
※1988年11月1日～1989年9月の間のみ
- 月曜日：西田ひかる
- 火曜日：ザ・シャムロック
- 水曜日：CINDY&P.J.
- 木曜日：加藤圭一&茶ぐま
- 金曜日：川村かおり&長島伸江
- 土曜日：安藤秀樹
- 日曜日：アイク&内藤キミタカ

## コーナー
※1988年11月1日～1989年9月の間のみ
西田ひかる（月曜日）
- ひかるの近況報告
- 民主主義よありがとう

ザ・シャムロック（火曜日）
- わがままを聞け
- ぜいたくな悩み相談室

CINDY&P.J.（水曜日）
- すばらしき歌の世界
- P.J.のMy Favorite Sound

加藤圭一&茶ぐま（木曜日）
- こやしのコーナー
- お気に召すママなすがママ

川村かおり&長島伸江（金曜日）
- 長島の今日はこれだ
- 川村のソビエトなんて怖くない

安藤秀樹（土曜日）
- 今週一週間の報告
- 週末のススメ

アイク&内藤キミタカ（日曜日）
- ノン・ストップ・クラブ・ミックス

| FM NACK5 月曜日～日曜日 5:00～7:00 枠（1988年11月～1990年9月） | FM NACK5 月曜日～日曜日 5:00～7:00 枠（1988年11月～1990年9月） | FM NACK5 月曜日～日曜日 5:00～7:00 枠（1988年11月～1990年9月） |
| 前番組                                                         | 番組名                                                         | 次番組                                                         |
| -------------------------------------------------------------- | -------------------------------------------------------------- | -------------------------------------------------------------- |
| （開局前）                                                     | GOOD MORNING No.1                                              | UPTOWN MORNING                                                 |